# چراغ‌های جلو (ترانه امینم)
«چراغ‌های جلو» (به انگلیسی: Headlights) تک‌آهنگی از رپر آمریکایی، امینم، همراه با خواننده اصلی گروه فان، نیت روس است. امیلی هینی، جف بسکر و خود امینم تهیه‌کنندگی این ترانه را بر عهده داشتند. در این آهنگ، امینم از مادرش، دبی مترز، برای نکوهش کردن او در آهنگ‌های قبلی‌اش و برای اظهار دلخوری و تحقیر نسبت به او در گذشته معذرت‌خواهی می‌کند. موزیک ویدئوی ترانه در دیترویت میشیگان در تاریخ ۵ آوریل ۲۰۱۴ توسط اسپایک لی کارگردانی شد.